# Bandera de Noreña
La bandera de Noreña (Asturias), es rectangular. Está dividida horizontalmente en dos franjas del mismo tamaño. La franja superior es roja, y la inferior azul.
- Datos: Q5718693